# Stefan Gniech
Stefan Gniech – polski lekkoatleta, specjalizujący się w biegach sprinterskich.

## Osiągnięcia
- Mistrzostwa Polski seniorów w lekkoatletyce (3 medale)[1]
  - Warszawa 1928
    - brązowy medal w biegu na 200 m

  - Poznań 1929
    - złoty medal w biegu na 400 m
    - srebrny medal w biegu na 200 m